# Blatnica, Slovakia
Blatnica (1927–1946 Turčianska Blatnica) là một làng, đô thị trong vùng Turiec của Slovakia. Về mặt hành chính, ngôi làng có vị trí thuộc Quận Martin trong Vùng Žilina dưới chân Dãy Veľká Fatra, phần bắt đầu của thung lũng đá vôi Gader và Blatnica. Có thể tìm thấy tàn tích của Lâu đài Blatnica ở sườn núi hướng về phía ngôi làng.

## Từ nguyên
Cái tên của ngôi làng mang ý nghĩa là "một nơi bùn lầy" (tiếng Slovak: blato nghĩa là bùn).

## Lịch sử
Blatnica là một địa điểm khảo cổ quan trọng, nơi người Slav xây dựng những phần mộ cất giữ nhiều hiện vật quý như Blatnica Gươm nổi tiếng (tồn tại từ thế kỷ 8 và 9). Nơi đây còn có một cái tên khác là chân trời khảo cổ học "Blatnica-Mikulčice". Nơi đây xuất hiện trên văn bản từ năm 1230 còn lâu đài bắt đầu xây dựng từ cuối thế kỉ 13.

Thanh kiếm Đại Moravia từ Blatnica, được khai quật vào thế kỷ 19

## Văn hóa
Tại Blatnica, Nhà nữ thực vật học người Slovakia đầu tiên Izabela Textorisová sở hữu một khu vườn thảo mộc phong phú với các loài thực vật từ núi Tlstá gần đó. Khu vườn của cô cùng với bảo tàng dành riêng cho nhà dân tộc học, nhà làm phim và nhiếp ảnh gia Karol Plicka đều mở cửa cho công chúng tham quan. Bên cạnh đó, cũng có những địa điểm tham quan khác bao gồm: hai trang viên xây dựng từ thế kỷ 18, một nhà thờ giáo hội Luther cổ điển và nhiều ngôi nhà nông thôn còn nguyên trạng.

## Nhân khẩu học
| Năm            | 1994 | 2004   | 2014   | 2024    |
| -------------- | ---- | ------ | ------ | ------- |
| Số lượng người | 856  | 875    | 911    | 1074    |
| Sự khác biệt   |      | +2,21% | +4,11% | +17,89% |

| Năm            | 2023 | 2024   |
| -------------- | ---- | ------ |
| Số lượng người | 1081 | 1074   |
| Sự khác biệt   |      | −0,64% |

Tính đến ngày 31 tháng 12 năm 2005, dân số Blatnica dừng lại ở con số 881 người. Theo điều tra dân số năm 2001, 99% cư dân nơi đây là người Slovakia. Blatnica là một trong số ít làng có đại đa số người dân theo đạo Luther (58,6%), trong khi ở Slovakia chủ yếu là Công giáo La Mã.

## Hồ sơ phả hệ
Kho lưu trữ nhà nước "Statny Archiv ở Bytca, Slovakia" là nơi lưu trữ hồ sơ phả hệ.
- Hồ sơ nhà thờ Công giáo La Mã 1777-1949 (giáo xứ B)
- Hồ sơ nhà thờ Luther 1785-1929 (giáo xứ A)